# Athlītikos Syllogos Diagoras Dryopideon
L'Athlītikos Syllogos Diagoras Dryopideon, noto anche semplicemente come Diagoras Dryopideon, (in greco: Αθλητικός Σύλλογος Διαγόρας Δρυοπιδέων) è una società cestistica avente sede a Egaleo, in Grecia. Fondata nel 1996, ha giocato nel campionato greco.